# Sophie Wilde

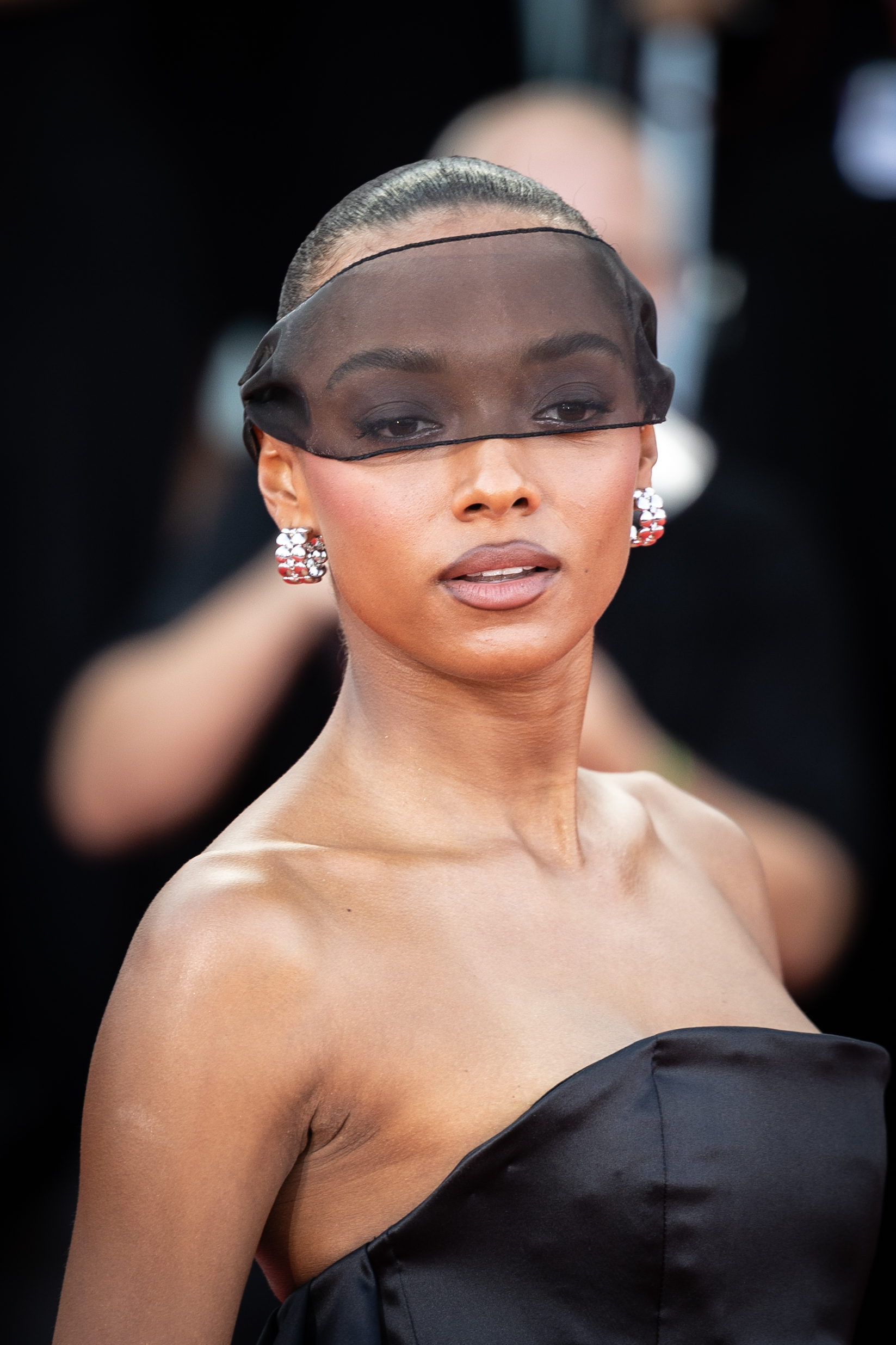
Sophie Wilde (2024)

Sophie Wilde (* 1998 oder 1999 in Sydney) ist eine australische Schauspielerin.

## Leben
Sophie Wilde wurde als Tochter eines australischen Vaters und einer aus der Elfenbeinküste stammenden Mutter in Australien geboren, wo sie auch aufwuchs. Im Alter von fünf Jahren begann sie Schauspielunterricht am National Institute of Dramatic Art (NIDA) und am Australian Theatre for Young People (ATYP) zu nehmen. Ab 12 besuchte sie die Newtown Performing Arts High School in Sydney. Nach der High School studierte sie am National Institute of Dramatic Art Schauspiel, das Studium schloss sie 2019 als Bachelor of Fine Arts ab.
2018 spielte sie im Kurzfilm Bird von Arundati Thandur. Mit der Bell Shakespeare Theatre Company stand sie 2020 als Ophelia in Hamlet auf der Bühne. 2021 gehörte sie in der australischen Serie Eden als Scout zur Hauptbesetzung, in der BBC-One-Serie You Don’t Know Me basierend auf dem Roman von Imran Mahmood war sie als Kyra zu sehen. In dem 2022 auf dem Adelaide Film Festival uraufgeführten Mystery-Thriller Talk to Me von Danny und Michael Philippou hatte sie eine Hauptrolle als Mia.
Eine weitere Hauptrolle hatte sie als Sophie Pettingel im Fantasy-Abenteuer-Film The Portable Door, nach der Romanreihe von Tom Holt, an der Seite von Patrick Gibson, Sam Neill und Christoph Waltz. In der ITV/PBS-Miniserie Tom Jones basierend auf dem Roman The History of Tom Jones, a Foundling spielte sie an der Seite von Solly McLeod in der Titelrolle die Rolle der adligen Sophia Western. In der Netflix-Serie Everything Now (2023) übernahm sie die Rolle der Protagonistin Mia.
In den deutschsprachigen Fassungen wurde sie unter anderem von Magdalena Höfner in The Portable Door, von Jasmin Arnoldt in You Don’t Know Me sowie von Flavia Vinzens in Eden synchronisiert.

## Filmografie (Auswahl)
- 2021: Eden (Fernsehserie, 8 Folgen)
- 2021: You Don’t Know Me (Fernsehserie, 4 Folgen)
- 2022: Talk to Me
- 2023: The Portable Door
- 2023: Tom Jones (Mini-Serie, 4 Folgen)
- 2023: Everything Now (Fernsehserie, 8 Folgen)
- 2024: Boy Swallows Universe (Fernsehserie, 6 Folgen)
- 2024: Babygirl
- 2025: Bring Her Back

## Auszeichnungen und Nominierungen
Saturn-Award-Verleihung 2024
- Nominierung als Beste Darstellerin für Talk to Me

British Academy Film Awards 2024
- Nominierung für den EE Rising Star Award

Critics’ Choice Super Awards 2024
- Auszeichnung als beste Schauspielerin in einem Horrorfilm für Talk to Me[14]

Internationale Filmfestspiele von Cannes 2024
- Auszeichnung mit der Trophée Chopard[15]